# Ulla Thönnissen
Ulla Thönnissen (* 13. Mai 1963) ist eine deutsche Politikerin der CDU. Sie war von 2015 bis 2017 und von 2021 bis 2022 Abgeordnete im Landtag Nordrhein-Westfalen.

## Ausbildung und Beruf
Nach dem Abitur 1982 absolvierte Ulla Thönnissen von 1983 bis 1987 ein Studium der Erziehungswissenschaften/Pädagogik an der Universität zu Köln. 1987 schloss sie dieses als Diplom-Pädagogin ab. Danach war sie von 1988 bis 1995 in der Familienberatung tätig. Von 1995 bis 2002 leitete sie die Abteilung Technische Dokumentation und war Prokuristin in einer Ingenieurgesellschaft. 2002 bis 2004 hatte sie die Leitung des EU-Internetprojekt Icar inne. 2004 bis 2006 oblag ihr die Leitung des Bereichs „digitale Medien und Internet“ in einer Fachklinik für Psychiatrie. 2004 bis 2006 hatte sie einen Lehrauftrag an der Katholischen Hochschule NRW. Thönnissen war geschäftsführende Gesellschafterin in einem Unternehmen der Sozialwirtschaft.
Seit 2019 ist sie Geschäftsführerin des Metropolregion Rheinland e.V.
Sie ist Mutter zweier erwachsener Söhne. 

## Auszeichnungen
- 2011: Helene-Weber-Preis ausgezeichnet.[2]
- 2024: Dr.-Johann-Christian-Eberle-Medaille der Sparkassen-Finanzstiftung

## Politik
Ulla Thönnissen war von September 2012 bis zu ihrem Rücktritt im April 2018 Kreisvorsitzende der CDU Aachen. Sie ist stellvertretende Vorsitzende des CDU-Bezirksverbandes Aachen und stellvertretende Vorsitzende der Verbandsversammlung Zweckverband Region Aachen. Thönnissen wurde 2014 Mitglied im Rat der Stadt Aachen. Seit 2009 ist sie Mitglied im Städteregionstag Aachen, dort von 2009 bis 2015 stellvertretende und seit 2015 Fraktionsvorsitzende der CDU-Fraktion.
Ulla Thönnissen war Abgeordnete des 16. Landtags von Nordrhein-Westfalen, in den sie am 20. April 2015 für Volker Jung nachrückte. In der 16. Wahlperiode war sie ordentliches Mitglied im Hauptausschuss und im Ausschuss für Kommunalpolitik sowie ordentliches Mitglied der Schriftführerinnen und Schriftführer des Landtags. Im Ausschuss für Wirtschaft, Energie, Industrie, Mittelstand und Handwerk war sie stellvertretendes Mitglied. Bei der Landtagswahl 2017 reichte ihr Listenplatz 33 zunächst nicht für den Wiedereinzug. Jedoch rückte sie am 3. November 2021 für Henning Rehbaum wieder in den Landtag nach. Nach der Landtagswahl 2022 schied sie wieder aus dem Landtag aus.